# Недре-Эйкер
Недре-Эйкер (норв. Nedre Eiker) — коммуна в губернии Бускеруд в Норвегии. Административный центр коммуны — город Мьёндален. Официальный язык коммуны — букмол. Население коммуны на 2007 год составляло 22 092 чел. Площадь коммуны Недре-Эйкер — 121,69 км², код-идентификатор — 0625.

## История населения коммуны
Население коммуны за последние 60 лет.

Статистика коммуны Недре-Эйкер